# Sarcoma de Kaposi
Sarcoma de Kaposi é um tipo de cancro que resulta na formação de manchas ou nódulos na pele, gânglios linfáticos ou outros órgãos. As lesões na pele são geralmente de cor roxa. Podem aparecer de forma isolada, numa região delimitada ou disseminadas pelo corpo. A doença pode-se agravar lentamente ou rapidamente. As lesões podem ser planas ou proeminentes. Nas lesões de todas as pessoas afetadas está presente o herpesvírus humano 8. Entre os fatores de risco estão a deficiência imunitária, quer como resultado de uma doença como de determinados medicamentos, e o linfedema crónico.
Existem quatro subtipos da doença: clássico, endémico, associado à imunossupressão e epidémico. Os sarcomas de Kaposi clássicos tendem a afetar homens idosos, a ser de crescimento lento e a afetar as pernas. Os sarcomas de Kaposi endémicos ocorrem em adultos jovens em África e tendem a ser mais agressivos. Os sarcomas de Kaposi associados à imunossupressão ocorrem geralmente em pessoas que se submeteram a um transplante de órgãos e afetam sobretudo a pele. Os sarcomas de Kaposi epidémicos ocorrem em pessoas com SIDA e podem afetar várias partes do corpo. O diagnóstico é confirmado com biópsia aos tecidos, podendo a extensão da doença ser avaliada com exames imagiológicos.
O tratamento depende do subtipo, de a doença ser localizada ou disseminada e do estado do sistema imunitário da pessoa. As lesões da pele localizadas podem ser tratadas com cirurgia, injeções de quimioterapia na lesão ou radioterapia. A doença disseminada pode ser tratada com quimioterapia ou biofármacos. Em pessoas com VIH/SIDA, a terapia anti-retroviral de alta eficácia (HAART) previne e em muitos casos trata a doença. Em alguns casos pode ser necessária quimioterapia. Os casos de doença disseminada estão associados a uma maior mortalidade.

A doença é relativamente comum em pessoas com VIH/SIDA e em pessoas que se submeteram a um transplante de órgãos. Cerca de 35% das pessoas com SIDA desenvolvem a doença. A doença foi descrita pela primeira vez em 1872 por Moritz Kaposi. Na década de 1980 tornou-se conhecida por ser uma das doenças associadas à SIDA. O vírus associado a este cancro foi descoberto em 1994.